# NGC 3142
NGC 3142 (другие обозначения — MCG -1-26-28, PGC 29586) — линзообразная галактика (S0) в созвездии Секстанта. Открыта Джоном Гершелем в 1836 году.
Возможно, после Гершеля галактику наблюдал Генрих Луи Д'Арре. Он указал координаты объекта, которые соответствуют положению звезды 17 Секстанта, однако может быть, что Д'Арре по ошибке указал координаты опорной звезды, а не объекта, который он действительно наблюдал.
Этот объект входит в число перечисленных в оригинальной редакции «Нового общего каталога».